# Joaquín Poza Juncal
Joaquín Poza Juncal (Pontevedra, 26 de noviembre de 1898 - Madrid, 28 de septiembre de 1934) fue un abogado, periodista y político español. 

## Trayectoria
Hijo de Joaquín Poza Cobas, dirigente republicano de Pontevedra, sucedió a su padre como director de La Libertad. Fue vicepresidente del Centro Republicano de Pontevedra y uno de los firmantes del manifiesto fundacional de la Federación Republicana Gallega en 1930, el llamado Pacto de Lestrove. Luego de la proclamación de la Segunda República fue concejal de Pontevedra y más tarde gobernador civil de Orense. En las elecciones a las Cortes Constituyentes de 1931 fue elegido diputado de Pontevedra por la FRG.

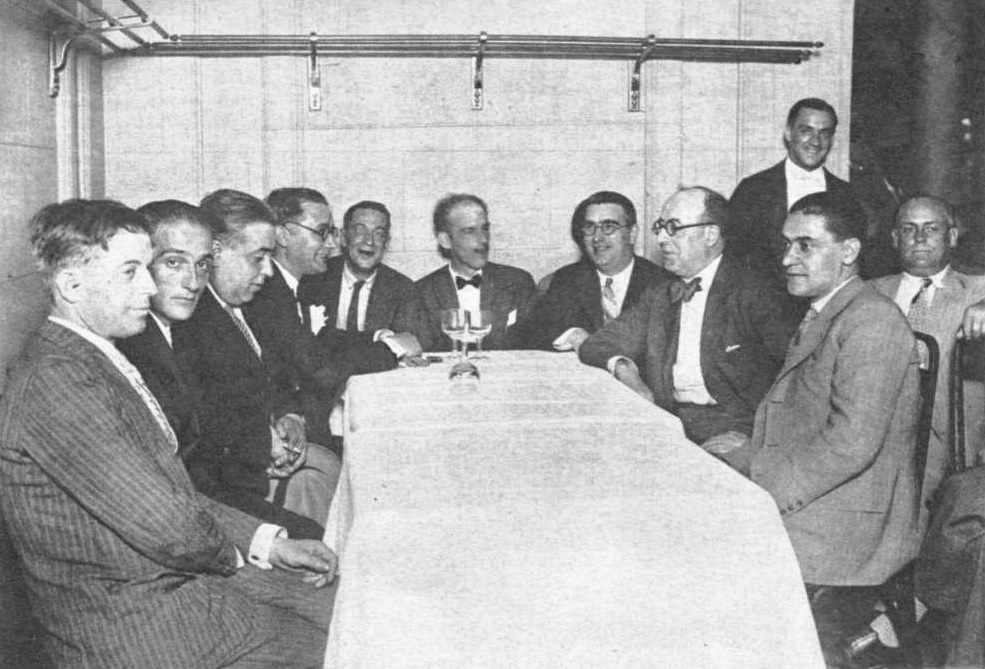
Diputados gallegos de 1931. De izquierda a derecha: Ramón Suárez Picallo, Daniel Vázquez, Alejandro Rodríguez Cadarso, Castelao, Nóvoa Santos, Antón Villar Ponte, Poza Juncal, Otero Pedrayo y Antón Alonso Ríos.

En 1933 se pasa la Acción Republicana e ingresa en Izquierda Republicana en 1934. Participó activamente en las asambleas de elaboración del Estatuto de Autonomía de Galicia. Fue también abogado asesor de la Caja Rural de Lérez, fundada en 1926.
Fue redactor-jefe de El País, portavoz del PRG y después de IR, colaborador de Faro de Vigo y El Emigrado (La Estrada). Dirigió la revista Vida Agraria.
Se inició en la francmasonería en 1929.
Fue hermano de Hernán y Laureano Poza Juncal, este último también masón en el exilio.

### Otros artículos
- Elecciones Generales 1931 en España